# Kék, Szabolcs-Szatmár-Bereg
Kék  este un sat în districtul Kemecse, județul Szabolcs-Szatmár-Bereg, Ungaria, având o populație de 2.044 de locuitori (2011). 

## Demografie
Componența etnică a satului Kék
     Maghiari (89,76%)
     Romi (9,69%)
     Necunoscut (0,25%)
     Alții (0,3%)
Componența confesională a satului Kék
     Reformați (49,95%)
     Romano-catolici (21,92%)
     Greco-catolici (5,72%)
     Necunoscută (21,43%)
     Fără religie (0,98%)
     Alte religii (0,15%)
Conform recensământului din 2011, satul Kék avea 2.044 de locuitori. Din punct de vedere etnic, majoritatea locuitorilor (89,76%) erau maghiari, cu o minoritate de romi (9,69%). Apartenența etnică nu este cunoscută în cazul a 0,25% din locuitori. Nu există o religie majoritară, locuitorii fiind reformați (49,95%), romano-catolici (21,92%) și greco-catolici (5,72%). Pentru 21,43% din locuitori nu este cunoscută apartenența confesională.